# Спляча красуня (фільм, 1902)
«Спляча красуня» (фр. La belle au bois dormant) — німий короткометражний фільм Люсьена Нонге спільно з Фернаном Зекка за мотивом однойменної казки Шарля Перро. Найперша екранізація цієї казки. Прем'єра відбулася 11 липня 1903 року в США.